# Vozera Zjerynskaje
Vozera Zjerynskaje (vitryska: Возера Жэрынскае) är en sjö i Belarus.   Den ligger i voblasten Vitsebsks voblast, i den norra delen av landet, 150 km nordost om huvudstaden Minsk. Vozera Zjerynskaje ligger 136 meter över havet. Arean är 7,5 kvadratkilometer. Den sträcker sig 6,1 kilometer i nord-sydlig riktning, och 2,7 kilometer i öst-västlig riktning.
Omgivningarna runt Vozera Zjerynskaje är en mosaik av jordbruksmark och naturlig växtlighet. Runt Vozera Zjerynskaje är det ganska glesbefolkat, med 28 invånare per kvadratkilometer.